# Muarraque
Muarraque (em árabe: المحرق; romaniz.: Al-Muḥarraq) é uma cidade do Reino do Barém localizada na província de Muarraque. De acordo com o censo de 2001, tinha 91 307 residentes. Está a 7 metros de altura.